# 己二烯雌酚
己二烯雌酚（英語：Dienestrol）是一种非甾体雌激素，是乙烯雌酚衍生物，比己烯雌酚多一个不饱和度，在美国和欧盟用作治疗更年期综合征的药物。也有研究将其用作男性前列腺癌的直肠给药药物。